# Hitman: Contracts
Hitman: Contracts er tredje udgivelse i danske IO Interactives Hitman-serie.

## Historie
Alvorligt såret, har hovedpersonen Agent 47 skjult sig på et gammelt hotel, med det franske politi i hælene. Samtidig med at han glider ind og ud af bevidstheden, begynder minderne om hans tidligere missioner som lejemorder at dukke op, på en yderst virkelig måde.